# Charly-Oradour
Charly-Oradour és un municipi francès, situat al departament del Mosel·la i a la regió del Gran Est. L'any 2007 tenia 634 habitants.

## Demografia

### Població
El 2007 la població de fet de Charly-Oradour era de 634 persones. Hi havia 212 famílies, de les quals 28 eren unipersonals (20 homes vivint sols i 8 dones vivint soles), 48 parelles sense fills, 128 parelles amb fills i 8 famílies monoparentals amb fills.
La població ha evolucionat segons el següent gràfic:
Habitants censats

### Habitatges
El 2007 hi havia 222 habitatges, 210 eren l'habitatge principal de la família i 12 estaven desocupats. 205 eren cases i 16 eren apartaments. Dels 210 habitatges principals, 187 estaven ocupats pels seus propietaris, 20 estaven llogats i ocupats pels llogaters i 3 estaven cedits a títol gratuït; 4 tenien dues cambres, 7 en tenien tres, 29 en tenien quatre i 170 en tenien cinc o més. 199 habitatges disposaven pel capbaix d'una plaça de pàrquing. A 62 habitatges hi havia un automòbil i a 142 n'hi havia dos o més.

### Piràmide de població
La piràmide de població per edats i sexe el 2009 era:
| Homes | Edats   | Dones |
| ----- | ------- | ----- |
| 0     | 95 o +  | 0     |
| 0     | 90 a 94 | 0     |
| 0     | 85 a 89 | 4     |
| 0     | 80 a 84 | 0     |
| 8     | 75 a 79 | 0     |
| 4     | 70 a 74 | 4     |
| 8     | 65 a 69 | 4     |
| 4     | 60 a 64 | 12    |
| 12    | 55 a 59 | 4     |
| 20    | 50 a 54 | 12    |
| 20    | 45 a 49 | 24    |
| 24    | 40 a 44 | 28    |
| 64    | 35 a 39 | 52    |
| 24    | 30 a 34 | 28    |
| 20    | 25 a 29 | 16    |
| 12    | 20 a 24 | 4     |
| 16    | 15 a 19 | 8     |
| 28    | 10 a 14 | 32    |
| 52    | 5 a 9   | 36    |
| 24    | 0 a 4   | 32    |

## Economia
El 2007 la població en edat de treballar era de 446 persones, 334 eren actives i 112 eren inactives. De les 334 persones actives 321 estaven ocupades (181 homes i 140 dones) i 13 estaven aturades (6 homes i 7 dones). De les 112 persones inactives 27 estaven jubilades, 54 estaven estudiant i 31 estaven classificades com a «altres inactius».

### Ingressos
El 2009 a Charly-Oradour hi havia 208 unitats fiscals que integraven 648 persones, la mediana anual d'ingressos fiscals per persona era de 23.810 €.

### Activitats econòmiques
Dels 20 establiments que hi havia el 2007, 1 era d'una empresa de fabricació d'altres productes industrials, 5 d'empreses de construcció, 2 d'empreses de comerç i reparació d'automòbils, 1 d'una empresa d'informació i comunicació, 2 d'empreses immobiliàries, 4 d'empreses de serveis, 3 d'entitats de l'administració pública i 2 d'empreses classificades com a «altres activitats de serveis».
Dels 4 establiments de servei als particulars que hi havia el 2009, 1 era una funerària, 1 lampisteria, 1 electricista i 1 agència de treball temporal.
L'any 2000 a Charly-Oradour hi havia 3 explotacions agrícoles.

## Equipaments sanitaris i escolars
El 2009 hi havia una escola elemental.

## Poblacions més properes
El següent diagrama mostra les poblacions més properes.